# Lester Germer
Pour les articles homonymes, voir Germer.
Lester Halbert Germer (Chicago, 10 octobre 1896 Gardiner (New York), 3 octobre 1971) est un physicien américain. Ancien pilote durant la Première Guerre mondiale, Lester Germer, après l'obtention de son diplôme à l'université Columbia, travailla sous la direction de Clinton Davisson aux laboratoires Bell dans le New Jersey. Les deux hommes réussirent à y démontrer, par bombardement d'un cristal de nickel par un faisceau d'électrons la propriété de dualité onde-particule prédite par Louis de Broglie en observant des figures de diffraction : cette expérience connue sous le nom d'expérience de Davisson-Germer, fut importante dans le développement de la microscopie électronique. Il étudia aussi l'émission thermoionique, la corrosion des métaux et la physique des contacts.
En 1945 (à l'âge de 49 ans), Lester Germer se lança dans une carrière parallèle d'escaladeur. Il grimpa un peu partout dans le Nord-Est des États-Unis, et particulièrement dans le Shawangunk Ridge de l'État de New York. Bien que l'Appalachian Mountain Club (AMC) fût prédominant dans la région à cette époque, et régissait strictement l'escalade, Lester Germer n'y appartint jamais, et se trouva à plusieurs reprises en conflit avec le grimpeur le plus influent de la région Hans Kraus, qui dirigeait le comité de sécurité de l'AMC. Il fut ainsi recalé une fois de la certification d'escalade avec le commentaire : « apprécie trop les gens et est trop enthousiaste ». Lester Germer était connu pour être généreux et amical. Il fut parfois désigné comme « une école d'escalade à lui seul. »
En 1971, une semaine avant son 75e anniversaire, Lester Germer mourut d'un infarctus massif lors d'une ouverture de voie dans les Gunks (Eyebrow, de difficulté 5,6). Jusqu'à cet instant, Lester Germer avait pratiqué vingt-six ans d'escalade en sécurité ; il ne provoqua jamais de chute lors d'une ouverture de voie.

### Sources
- Michel Rival, Les Grandes Expériences scientifiques, Paris, Éditions du Seuil, coll. « Points Sciences », 1998, 204 p. (ISBN 2-02-022851-3)
- (en) Susan Schwartz, Into The Unknown : The Remarkable Life of Hans Kraus, 2005
- (en) Laura Waterman et Guy Waterman, Yankee Rock and Ice, 1993